# Mark Lanegan
Mark Lanegan   (Ellensburg, 25 de novembre de 1964 - Killarney, 22 de febrer de 2022) era un cantautor estatunidenc, cofundador del grup Screaming Trees i col·laborador d'altres conjunts com Mad Season, Soulsavers o Queens of the Stone Age, a més de la seua carrera en solitari o junt amb Isobel Campbell o Greg Dulli.
Nascut a l'estat de Washington, en la dècada de 1980 publicà els tres primers discs com a cantant d'Screaming Trees, els quals formaren part de l'escena musical independent de Seattle coneguda com a grunge: malgrat el canvi de la discogràfica SST a Epic Records, el disc següent del grup —produït per Chris Cornell, llavors cantant de Soundgarden— no aconseguí tant de ressò com el d'altres del mateix estil, i Screaming Trees se separaren despré de publicar dos discs més; abans, Lanegan ja havia publicat sengles discs en solitari, The Winding Sheet (1990) i Whisky for the Holy Ghost (1994).

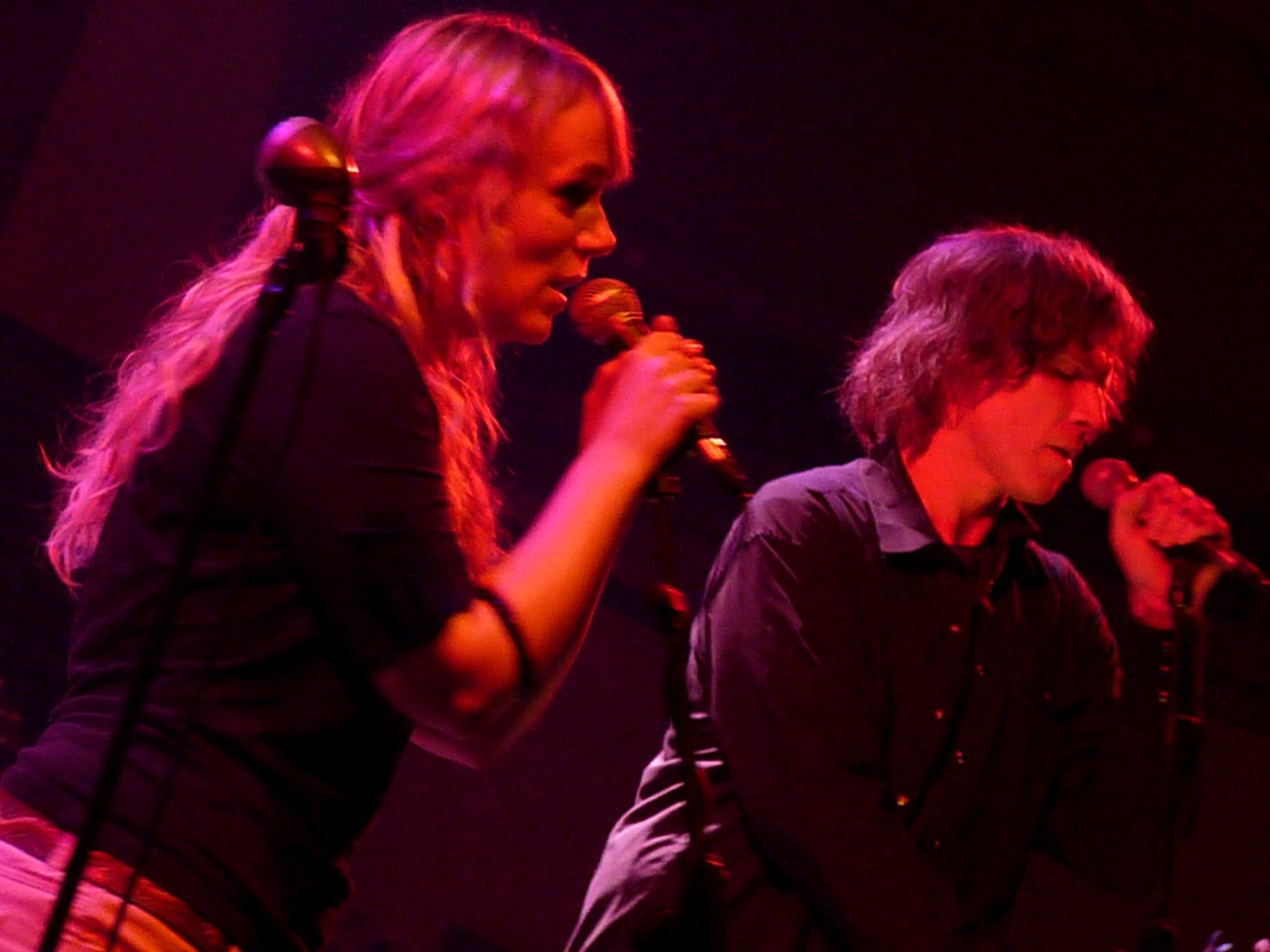
Amb Campbell, a Barcelona (2010)

Lanegan mamprengué el duo Gutter Twins junt amb Greg Dulli —exmembre d'Afghan Whigs, amb el qual participà també en el seu projecte The Twilight Singers— i enregistrà tres disc junt amb la cantant del grup escocés Belle & Sebastian, Isobel Campbell; entre més col·laboracions amb solistes com Moby o UNKLE o altres conjunts, la seua participació en les Desert Sessions de Josh Homme i en el tercer disc dels Queens of the Stone Age, Songs for the Deaf, li reportà reconeixement a nivell mundial.
Alain Johannes coproduí el seu darrer disc en solitari, Straight Songs of Sorrow, del 2020; l'any següent publicà Dark Mark vs Skeleton Joe.
Com el seu company generacional i amic, Kurt Cobain, durant la dècada de 1990 Lanegan també patí addicció a l'alcohol i les drogues, de les quals aconseguí rehabilitar-se, però durant la pandèmia de COVID-19 —davant la qual, de primeres, adoptà una postura negacionista i antivacunació— estigué mesos en coma i a punt de morir-se, una experiència que relatà en acabant en el llibre autobiogràfic Devil in a Coma. Lanegan morí el 2022 a cinquanta-set anys a sa casa d'Irlanda, on vivia amb Shelley, la seua muller.